# 蓬泰尔和布雷西 (加尔省)
蓬泰尔和布雷西（法語：Ponteils-et-Brésis）是法国加尔省的一个市镇，属于阿莱区（Alès）热诺亚克县（Génolhac）。该市镇总面积27.8平方公里，2009年时的人口为329人。

## 人口
蓬泰尔和布雷西人口变化图示